# Will to love (Neil Young)
Will to love is een lied dat werd geschreven door Neil Young. Samen met Crazy Horse bracht hij het in 1977 uit op hun album American stars 'n bars. Het heeft een lengte van meer dan zeven minuten en werd opgenomen in mei 1976.
Het is een folkrocknummer dat met een akoestische gitaar en met een rustig drumritme wordt gespeeld. Daarnaast is er begeleiding door een volledige band, inclusief een piano, een orgel, een elektrische gitaar en geluidseffecten. Het ontving wisselende recensies, waarbij geregeld negatief werd gereageerd op het volgende fragment: Like an ocean fish who swam upstream, through nets, by hooks, and hungry bears.

## Uitvoeringen
Maxisingle
In 2010 verscheen een maxisingle van dit lied op 12" vinyl. Het werd uitgebracht door zijn vaste platenmaatschappij Reprise Records. Op de single staan de volgende nummers:
A1: Will to love - 7:11 (oorspronkelijk op American stars 'n bars, 1977)
B1:  Cortez the Killer (live) - 9:12 (oorspronkelijk op Zuma, 1975)
B2: Dead man theme (soundtrack van zijn film uit 1996)
Het betreft geen bootleg maar werd om promotionele redenen uitgegeven. Op de hoes van de single wordt niettemin verwezen naar de vele bootlegs die er in omloop zijn.  Hierop staat een citaat van Young dat begint met: "Y" mean all this bootleg stuff? Het citaat is een soort van eerbetoon aan bootlegs. Zelf had hij graag veel meer platen uit willen brengen dan de platenmaatschappij hem toestaat. Dankzij de bootlegs is bepaald materiaal van hem daardoor toch op de markt gekomen.
Cover
De Canadese zanger Shuyler Jansen bracht het nummer op 12 november 2015 uit op een cassette onder de titel Shuyler Jansen sings uncle Bernard. De cassette bevat vijf covers van Young van verschillende albums ter ere van diens 70e verjaardag.